# Jakov Krajkov
Jakov Krajkov (en bulgare : Яков Крайков) ou Jakov de Kamena Reka (en macédonien : Јаков од Камена Река ou en serbe : Јаков из Камене реке), est un imprimeur actif vers 1564–72 dans la république de Venise.
Il fait partie des premiers imprimeurs de livres en cyrillique et est considéré comme le premier à avoir publié un ouvrage — un livre d'heures — bulgare/macédonien.

## Biographie
On dispose de peu d'informations sur sa vie. On sait néanmoins qu'il vient d'un village appelé Kamena Reka (« rivière aux cailloux »), selon lui proche de la ville de Kolasia dans l'Osogovo, dans la région de Macédoine. Il est admis que le village pourrait être Makedonska Kamenica, situé dans l'actuelle Macédoine ou Kamenichka Skakavitsa, dans l'actuelle Bulgarie — les deux étant situés dans une région de l'Osgovo appelée Kamenitsa, près de la ville de Kyoustendil,. Par ailleurs, dans certaines œuvres, son lieu de naissance est lié à[pas clair] Kamena Reka, près de Kolašin (en Herzégovine, dans l'actuel Monténégro),, ; cependant, cette opinion est remise en question à cause d'une erreur d'interprétation de Pavel Jozef Šafárik (XIXe siècle) sur le nom médiéval de Kyustendil (Kolasia), qu'il a confondu avec la ville de Kolasin, dont le nom a été adopté par la suite par d'autres chercheurs,,.
Plusieurs membres de sa famille ont traditionnellement été prêtres chrétiens.
Dans sa jeunesse, Krajkov est d'abord copiste pour livres de l'Église slavonne au sein du monastère d'Osogovo.
Il part ensuite à Sofia où il approfondit ses connaissances littéraires dans une école paroissiale locale. Cependant, certains chercheurs[Qui ?] maintiennent que le Jakov de Sofia et le Jakov de Kamena Reka sont des personnes historiques différentes.
Il quitte Sofia et part pour Venise en passant par Skopje. On pense que Krajkov a entre-temps travaillé au monastère de Gračanica où une imprimerie venait d'ouvrir. Il fait partie des premiers imprimeurs de livres en cyrillique,.
Krajkov atteint Venise en 1564 ou 1565, où il travaille à l'imprimerie Vuković (en) fondée par Božidar Vuković (en) et tenue par son fils Vićenco Vuković (en).

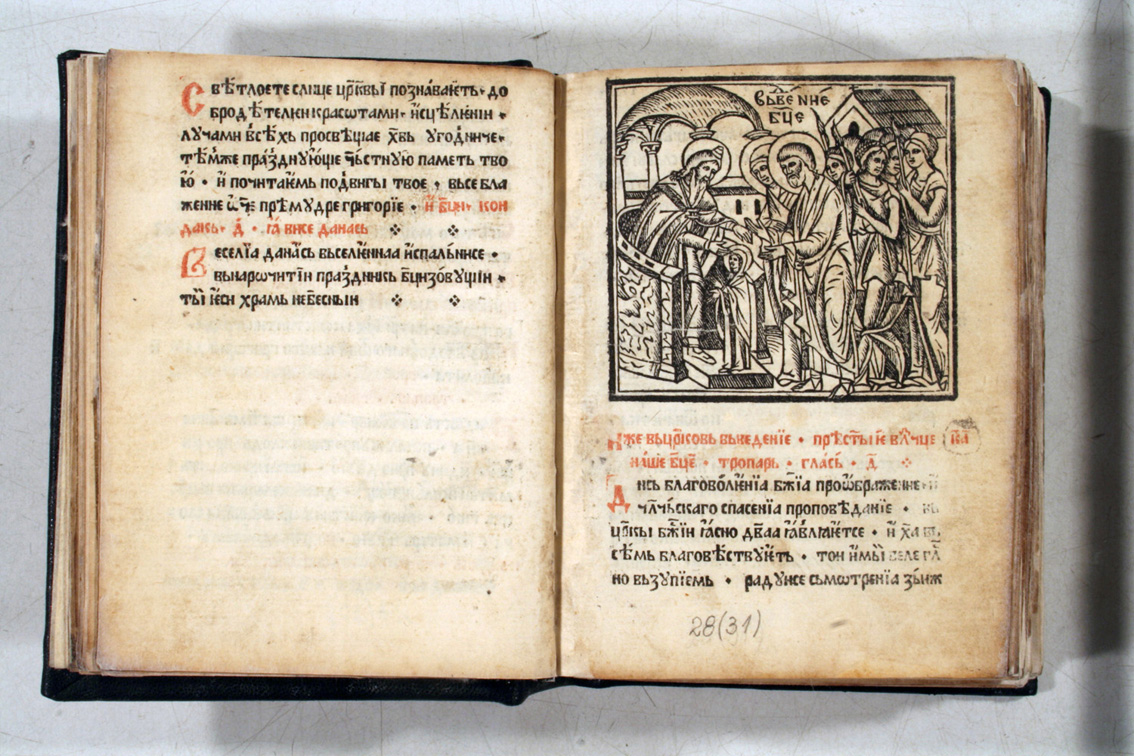
Le Casoslov, le livre d'heures imprimé par Krajkov.

En 1566, il imprime en trois mois et demi un livre d'heures (Casoslov) de 710 pages sur la presse de Vićenco Vuković,. Il est imprimé dans la variante serbe du slavon d'église. Pour imprimer cet ouvrage, Jakov Krajkov utilise de vieux caractères usés. Il disposait de la matrice de Vuković et s'était préparé pour créer de nouveaux caractères, mais il a visiblement échoué. Ce livre est décrit dans certaines sources comme étant le premier ouvrage imprimé bulgare/macédonien.
En 1570, il travaille sur la presse de Jerolim Zagurović (en), où il imprime un bréviaire.
En 1571, il travaille à nouveau à l'imprimerie de Vuković, où Stefan Marinović (en) a également travaillé. En 1597, l'imprimerie est prise par des imprimeurs italiens (Bartolomeo Ginammi, Marco Ginammi, Giovanni Antonio Rampazetto, Francesco Rampazetto, Georgio Rampazetto, Camillo Zanetti) et sa presse reste opérationnelle pour 70 ans de plus.